# Ochenta y tres
El ochenta y tres (83) es el número natural que sigue al ochenta y dos y precede al ochenta y cuatro.

## Propiedades matemáticas
- Es el 23.er número primo, después del 79 y antes del 89.
- Es el noveno número primo de Sophie Germain, después del 53 y antes del 89.
- Un número primo de Pillai.

## Características
- 83 es el número atómico del bismuto.

- Datos: Q713181
- Multimedia: 83 (number) / Q713181